# 慈城停车场
慈城停车场是宁波轨道交通的一座停车场，服务于宁波轨道交通4号线，位于4号线线路北端，与官山河站接轨。停车场位于江北区慈城镇北邻萧甬铁路及宁慈西路，南靠规划余北快速路，西临慈孝大道。停车场占地面积11.26公顷，运用库建筑面积17057平米，高13.5米，主要任务为停车、列检。停车场建设工程于2017年11月15日开工，2020年1月6日迎来首列电客车，3月12日实现向运营单位宁波轨道交通的移交，5月14日通过工程验收。